# Памятники истории и культуры Урджарского района
Памятники истории и культуры местного значения города Урджарского района — отдельные постройки, здания и сооружения, некрополи, произведения монументального искусства, памятники археологии, расположенные в Урджарском районе и включённые в Государственный список памятников истории и культуры местного значения.
В Государственном списке памятников истории и культуры местного значения в редакции постановления акимата Восточно-Казахстанской области на 30 января 2020 года в Урджарском районе числились 4 наименования, все четыре — памятники градостроительства и архитектуры.

## Список памятников
| Номер в списке | Название                                                   | Изображение | Годы постройки, авторы | Местоположение                                     |
| -------------- | ---------------------------------------------------------- | ----------- | ---------------------- | -------------------------------------------------- |
| 519            | Бюст Абая                                                  |             | 1990-е годы            | село Урджар, улица Абая                            |
| 520            | Мемориал воинам, павшим в годы Великой Отечественной войны |             | 1970-е годы            | село Маканчи, в сквере перед зданием дома культуры |
| 521            | Дом-музей А. Найманбаева                                   |             | 1990-е годы            | село Маканчи, улица Кабанбая, 35                   |
| 522            | Памятник Воину-освободителю                                |             | 1981 год               | село Жана тилек, в центре села                     |